# Miklós Rózsa
Miklós Rózsa (18. dubna 1907, Budapešť – 27. července 1995, Los Angeles) byl maďarský hudební skladatel, který proslul především jako skladatel filmové hudby. K nejslavnějším patří hudba k filmu Ben Hur. Během své kariéry byl sedmnáctkrát nominován na Oscara, třikrát na Zlatý glóbus a jednou na cenu Grammy. Třikrát (1944, 1947, 1959) Oscara získal.

## Život
Jeho otec byl velkostatkář a průmyslník. K hudbě ho přitáhla matka, klavíristka, a zejména strýc, houslista budapešťské opery. Malý Miklós se tak v raném věku naučil hrát na violu a klavír a již od osmi let veřejně vystupoval. V roce 1925 se zapsal na univerzitu v Lipsku, kde nejprve studoval chemii, na přání otce. Ale už po roce přešel na tamní konzervatoř. Po studiích žil nějakou dobu ve Francii a od roku 1935 ve Spojeném království. Právě tam začal komponovat filmovou hudbu. Jeho raná tvorba byla přitom silně inspirována pracemi krajanů Bély Bartóka a Zoltána Kodályho. 
Roku 1936 složil v Británii svůj první hudební doprovod k filmu. Šlo o snímek Rytíř beze zbraně. Natolik zaujal svého krajana, filmového režiséra Alexandra Kordu, že ten mu nabídl práci na dalším filmu, dobrodružném snímku Čtyři pírka, režírovaném jeho bratrem Zoltánem Kordou.
Rózsovým nejpropracovanějším raným dílem je však hudba k filmu Zloděj z Bagdádu, na níž pracoval v letech 1939-1940 nejprve v Londýně, po vypuknutí druhé světové války pak v Hollywoodu, kde se rok nato natrvalo usadil. Toto dílo mu přineslo jeho první nominaci na Oscara (film vyhrál Oscary tři, ale za hudbu nakonec nikoli). Spolupráce se Zoltánem Kordou pokračovala filmy Kniha džunglí (poprvé v jeho kariéře tato hudba vyšla i na desce jako soundtrack) a Sahara.
Ve 40. letech napsal hudební doprovod k několika noirovým filmům (Pojistka smrti, Zabijáci, Obnažené město, Asfaltová džungle). Šlo většinou o hudbu vyznačující se pochmurností a tíživou, znepokojující atmosférou.
Ve filmech Ztracený víkend a Rozdvojená duše z roku 1945 použil elektronického nástroje tereminu, který dokázal vytvořit efekt "nadpřirozena". Ve Ztraceném víkendu vyjadřuje zvuk tereminu nezvladatelnou touhu alkoholika dát si další skleničku. V Hitchcockově psychologicky laděné Rozdvojené duši ho zase využil ve scénách iracionálního chování hrdiny. Hudební postupy, které zde Rózsa jako první použil, se zakrátko začaly běžně využívat především v hororech a thrillerech. Za oba filmy byl nominován na Oscara a za Rozdvojenou duši ho Rózsa i získal.
Už o dva roky později se mohl radovat z druhé zlaté sošky, a to za hudbu k dramatu Dvojitý život. Hudba v úvodních titulcích přitom připadala producentům filmu "příliš modernistická" a chtěli ji odstranit, což se nestalo jen díky Rózsově ostrému protestu. Stejně se vzbouřil režisér George Cukor.
V letech 1948-1962 zastával pozici hlavního skladatele firmy MGM. Otevřely se mu tím velké možnosti. Když na počátku 50. let kvůli nástupu televize filmový průmysl zaznamenal odliv diváků z kin, rozhodli se hollywoodští filmaři znovu přilákat masy natáčením epických velkofilmů, vyznačujících se obrovským rozpočtem. Toto období bylo i vrcholem Rózsovy práce. Hned ve svém prvním takovém projektu, Quo Vadis, se pokusil hudbu k filmu přizpůsobit hudební tradici epochy, v níž se děj odehrává, což byl do té doby nevídaný jev. Studoval tedy hudbu Starého Říma a Řecka a dokonce sám dohlížel na výrobu hudebních nástrojů, které byly při nahrávání použity. V dalším historickém velkofilmu Ivanhoe odehrávajícím se ve 12. století se rozhodl použít středověké normanské skladby. O fenoménu Rózsou objevené "hudební autentičnosti" se začalo široce diskutovat (byl pochopitelně i předmětem kritiky), ale ve své době se "autentičnost" osvědčila natolik, že stejně jako Rózsa začali postupovat i ostatní filmoví skladatelé. Pro Rózsu však nešlo o dogma: Při adaptaci Shakespearova Julia Caesara se mohl rozhodnout pro hudbu Starého Říma nebo alžbětinského období, avšak zvolil zcela moderní pojetí.
Vrcholem jeho "epického období" byla hudba k velkofilmu Ben Hur režiséra Williama Wylera. Nejnákladnější film své doby se dočkal tehdy rekordních jedenácti Oscarů, přičemž jedna ze zlatých sošek zamířila (potřetí a naposledy) i do Rózsových rukou. Na zkomponování hudby k tomuto snímku dostal jeden rok, což je čas na hollywoodské poměry zcela mimořádný. Také prostor byl neobvyklý: už úvodní titulky podkresluje velkolepá sedmiminutová předehra. V partituře se střídají "římské motivy" s vojenskými pochody a éterické motivy doprovázející postavu Krista (respektive jeho blízkosti).
V dalším filmu, tentokrát vyloženě zaměřeném na Ježíše, Král králů, ovšem zvolil jiný postup, postava Ježíše je podkreslována hudbou monumentální. 
Za hudbu k filmu El Cid byl naposledy nominován na Oscara. Atmosféru středověkého Španělska vykreslil skladbami, které objevil v tamních klášterních knihovnách.
Za Rózsovo poslední velké dílo bývá považována hudba k biblickému snímku Sodoma a Gomora. Film však divácky příliš neuspěl a předznamenal blížící se konec éry velkofilmů. V následujících letech se již méně věnoval práci pro film a upřednostnil koncertní tvorbu, kde začal mnohem více než dříve používat motivy z maďarské lidové hudby. Ve filmu tak učinil jen jednou, v zapomenutém sci-fi thrilleru The Power z roku 1968.
Celý život se vyhýbal skládání hudby k westernům a komediím, výjimku udělal až ve svém zcela posledním filmovém počinu, když složil "noirovou hudbu" k parodii Mrtví muži nenosí skotské sukně, kde vlastně parodoval sám sebe, neboť typické hudební noirové postupy založil on. 
Od roku 1943 až do své smrti byl ženatý s Margaret Finlansonovou, se kterou měl dceru Juliet (* 1945) a syna Nicholase (* 1946).
Rózsa zemřel roku 1995, pohřben byl na známém hollywoodském hřbitově Forest Lawn.
Jeho žákem byl skladatel filmové hudby Jerry Goldsmith.